# Сильвер (группа)
«Сильвер» — российская рок-группа, возникшая в 1995 году в Санкт-Петербурге, в состав которой вошли музыканты, уже прославившиеся сами по себе.

## История группы
Основателями группы стали гитарист, певец и автор песен Владимир Ермолин (род. 7 декабря 1954 года в Ленинграде), бессменный лидер группы «Зарок», а также знаток рок-классики, «битломан», — актёр и певец Михаил Боярский. Боярский окончил музыкальную школу при консерватории и в 1968 году дебютировал в рядах группы «Горизонт», откуда в 1969 году был приглашён в состав легендарных «Кочевников» и играл у них на клавишных инструментах до тех пор, пока группа не ушла в профессионалы, взяв имя «Савояры». Позднее он окончил ЛГИТМиК и пришёл в Театр имени Ленсовета, где сыграл множество ролей, а в 1978 году добился широкой популярности благодаря роли д’Артаньяна в трёхсерийной экранизации «Трёх мушкетёров». Тем не менее с музыкой Боярский не порывал, в его исполнении звучали многие хиты Геннадия Гладкова, Максима Дунаевского, Вячеслава Добрынина, Виктора Резникова, Юрия Чернавского и других известных композиторов.
Несмотря на разницу в возрасте, будущие основатели «Сильвера» были знакомы с молодых лет, поскольку выросли в одном районе Ленинграда. В конце 1984 года Михаил Боярский, Владимир Ермолин, Игорь Григорьев, Сергей Дегтярёв и Пётр Трощенков, объединившись под именем «БиТ» («Боярский и товарищи») дебютировали в новогодней программе на ленинградском телевидении, а в 1985 году, под новым названием — «Зарок», записали целый альбом своих песен, четыре из которых были впоследствии выпущены фирмой «Мелодия» на макси-сингле (EP).
Ермолин продолжал гастролировать с хард-рок-группой «СТАРТ», его коллеги по «Зароку» работали в ресторанах, а Боярский в начале 1988 года предпринял ещё одну попытку вернуться к «битловскому» жанру, представив совместно с джаз-оркестром «Диапазон» на сцене «Октябрьского» программу «Золотые сны, или Фантазии на тему „Битлз“».
Лишь весной 1995 года Ермолин и Боярский вернулись к старинной идее совместной бит-группы. Компанию им составили не менее известные музыканты — Александр Фёдоров (род. 28 февраля 1948 года в Ленинграде), ставший в 1965 году сооснователем «Лесных братьев», а затем много лет играющий в «Поющих гитарах», а в качестве барабанщика — Юрий Соколов (род. 21 октября 1943 года в Ленинграде), начинавший как джазовый музыкант, потом переключившийся на поп-музыку и так же игравший в «Поющих гитарах». Боярский предложил назвать группу — «Сильвер» (среди первоначальных названий группы «Битлз» фигурировали Silver Beetles, а позднее — Silver Beatles). В том же 1995 году на студии музыканта и аранжировщика Кирилла Широкова «Рекорд», созданной Виктором Резниковым, был записан одноимённый с группой альбом, в который вошло двенадцать песен Владимира Ермолина, написанных им самим или в соавторстве с текстовиками. Сам же он укрылся под псевдонимом Нетленский. Однако выпустить этот диск удалось лишь два года спустя, в 1997 году.
Впервые публика смогла увидеть группу «Сильвер» в программе «Домино», которую вёл Михаил Боярский на телеканале «РТР». Первый большой концерт группы состоялся 8 ноября 1996 года в одном из концертных залов Санкт-Петербурга. Затем занятого в других проектах Юрия Соколова сменил Аркадий Аладьин. Следующие концерты группы прошли с 15 по 17 ноября в ГЦКЗ «Россия» в Москве, в рамках программы Михаила Боярского под названием «Возвращение в будущее» (первое отделение Боярский выступал сольно, а второе совместно с группой). Весной 1997 года Аркадия Аладьина сменил Александр Корбуков.
«Сильвер» продолжал выступать и даже готовился записать свой второй альбом, но хроническая занятость его участников в конце концов свела его активность к нулю, а после того, как весной 2002 года Александр Фёдоров с семьёй эмигрировал в Канаду, группа распалась окончательно.
Впоследствии Владимир Ермолин возродил группу «Зарок», правда уже с другим составом. Аркадий Аладьин ушёл в ансамбль «Братья Жемчужные» и стал гастролировать совместно с Александром Розенбаумом. Александр Корбуков стал играть в группе «MAD LORI», а Михаил Боярский по-прежнему продолжает выступать с сольными концертами и сниматься в кино и на телевидении.

## Состав группы
- Михаил Боярский — вокал, гитара, рояль
- Владимир Ермолин (Нетленский) — вокал, гитара
- Александр Фёдоров — бас-гитара, вокал
- Юрий Соколов — ударные
- Аркадий Аладьин — ударные
- Александр Корбуков — ударные

## Дискография
- 1997 — Михаил Боярский и группа «Сильвер» (CD)